# Élections à la Junte générale de la principauté des Asturies de 1991
Les élections à la Junte générale de la principauté des Asturies de 1991 (en espagnol : elecciones a la Junta General del Principado de Asturias de 1991) se tiennent le dimanche 26 mai 1991, afin d'élire les 45 députés de la IIIe législature de la Junte générale de la principauté des Asturies pour un mandat de quatre ans.
Le scrutin voit le Parti socialiste renforcer sa majorité relative et conserver son statut de première force politique.

## Mode de scrutin
La Junte générale de la principauté des Asturies (Junta general del principado de Asturias) est une assemblée parlementaire monocamérale constituée de 45 députés (diputados) élus pour une législature de quatre ans au suffrage universel direct selon les règles du scrutin proportionnel d'Hondt par l'ensemble des personnes résidant dans la communauté autonome où résidant momentanément à l'extérieur de celle-ci, si elles en font la demande.

### Convocation du scrutin
Conformément à l'article 25 du statut d'autonomie des Asturies, la Junte générale est élue pour un mandat de quatre ans. L'article 15 de la loi électorale asturienne du 26 décembre 1986 précise que les élections sont convoquées par le président de la principauté des Asturies au moyen d'un décret publié le vingt-cinquième jour précédant la fin du mandat parlementaire en cours et qui fixe la date du scrutin entre cinquante-quatrième et le soixantième jour suivant sa publication,.

### Nombre de députés par circonscription
Puisque l'article 25 du statut d'autonomie prévoit que le nombre de députés sera situé « entre 35 et 45 », l'article 12 de la loi électorale dispose que le nombre de parlementaires est fixé à 45 et attribue à chaque circonscription 2 sièges, les 39 mandats restant étant distribués en fonction de la population.
Le décret de convocation des élections, publié le 1er avril 1991, dispose que la circonscription centrale se voit attribuer 32 députés, la circonscription occidentale 8 députés et la circonscription orientale 5 députés.

### Présentation des candidatures
Peuvent présenter des candidatures, : 
- les partis ou fédérations politiques enregistrées auprès du registre des associations politiques du ministère de l'Intérieur ;
- les coalitions électorales de ces mêmes partis ou fédérations dûment constituées et inscrites auprès de la commission électorale au plus tard 15 jours après la convocation du scrutin ;
- et les électeurs de la circonscription, en nombre d'au moins 500 et représentant au plus 0,1 % des inscrits.

### Répartition des sièges
Seules les listes ayant recueilli au moins 3 % des suffrages valides dans une circonscription peuvent participer à la répartition des sièges à pourvoir dans cette même circonscription, qui s'organise en suivant différentes étapes : 
- les listes sont classées en une colonne par ordre décroissant du nombre de suffrages obtenus ;
- les suffrages de chaque liste sont divisés par 1, 2, 3... jusqu'au nombre de députés à élire afin de former un tableau ;
- les mandats sont attribués selon l'ordre décroissant des quotients ainsi obtenus[8].

Lorsque deux listes obtiennent un même quotient, le siège est attribué à celle qui a le plus grand nombre total de voix ; lorsque deux candidatures ont exactement le même nombre total de voix, l'égalité est résolue par tirage au sort et les suivantes de manière alternative.

## Campagne

### Principales forces politiques
| Force politique | Force politique                                                     | Force politique | Chef de file                                      | Idéologie                                                          | Résultats en 1987          |
| --------------- | ------------------------------------------------------------------- | --------------- | ------------------------------------------------- | ------------------------------------------------------------------ | -------------------------- |
|                 | Parti socialiste ouvrier espagnol Partido Socialista Obrero Español | PSOE            | Juan Luis Rodríguez-Vigil (Conseiller à la Santé) | Centre gauche Social-démocratie, progressisme, régionalisme        | 39,3 % des voix 20 députés |
|                 | Parti populaire Partido Popular                                     | PP              | Isidro Fernández Rozada (es)                      | Centre droit à droite Libéral-conservatisme, démocratie chrétienne | 26,2 % des voix 13 députés |
|                 | Centre démocratique et social Centro Democrático y Social           | CDS             | Adolfo Barthe                                     | Centre Libéralisme, social-libéralisme                             | 18,8 % des voix 8 députés  |
|                 | Gauche unie Izquierda Unida                                         | IU              | Laura González Álvarez                            | Gauche radicale Communisme, écosocialisme, républicanisme          | 12,2 % des voix 4 députés  |
|                 | Coalition asturienne Coalición Asturiana                            | PAS-UNA         | Xuan Xosé Sánchez Vicente                         | Gauche à centre gauche Nationalisme asturien                       | 1,3 % des voix 0 député    |

## Résultat

### Total régional
| Représentation en hémicycle sur un axe gauche-droite du résultat. |                                                   |         |        |       |        |               |
| Partis                                                            | Partis                                            | Voix    | %      | +/-   | Sièges | +/-           |
|                                                                   | Parti socialiste ouvrier espagnol (PSOE)          | 218 193 | 41,14  | 1,81  | 21     | 1             |
|                                                                   | Parti populaire (PP)                              | 161 703 | 30,49  | 4,31  | 15     | 2             |
|                                                                   | Gauche unie (IU)                                  | 78 982  | 14,89  | 2,65  | 6      | 2             |
|                                                                   | Centre démocratique et social (CDS)               | 35 884  | 6,77   | 12,01 | 2      | 6             |
|                                                                   | Coalition asturienne (es) (PAS-UNAS)              | 14 569  | 2,75   | 1,46  | 1      | 1             |
|                                                                   | Les Verts (Verdes)                                | 7 299   | 1,38   | Nv.   | 0      | en stagnation |
|                                                                   | Les travailleuses de la confection de Gijón (TGC) | 2 678   | 0,50   | Nv.   | 0      | en stagnation |
|                                                                   | Autres                                            | 6 106   | 1,15   | NC    | 0      | NC            |
|                                                                   |                                                   |         |        |       |        |               |
| Votes valides                                                     | Votes valides                                     | 530 347 | 98,06  |       |        |               |
| Votes blancs                                                      | Votes blancs                                      | 6 537   | 1,21   |       |        |               |
| Votes nuls                                                        | Votes nuls                                        | 3 938   | 0,73   |       |        |               |
| Total                                                             | Total                                             | 540 822 | 100,00 | –     | 45     | en stagnation |
| Abstentions                                                       | Abstentions                                       | 374 346 | 48,90  |       |        |               |
| Inscrits / Participation                                          | Inscrits / Participation                          | 915 168 | 59,10  |       |        |               |

### Par circonscription
|             |             |         |         |               |               |         |         |               |               |        |        |               |               |  |  |  |  |  |  |
| Sièges      | Sièges      | 8       | 8       | en stagnation | en stagnation | 32      | 32      | en stagnation | en stagnation | 5      | 5      | en stagnation | en stagnation |  |  |  |  |  |  |
|             |             |         |         |               |               |         |         |               |               |        |        |               |               |  |  |  |  |  |  |
|             |             | Nombre  | Nombre  | %             | %             | Nombre  | Nombre  | %             | %             | Nombre | Nombre | %             | %             |  |  |  |  |  |  |
| Inscrits    | Inscrits    | 131 123 | 131 123 | 100,00        | 100,00        | 712 447 | 712 447 | 100,00        | 100,00        | 71 598 | 71 598 | 100,00        | 100,00        |  |  |  |  |  |  |
| Abstentions | Abstentions | 49 548  | 49 548  | 37,79         | 37,79         | 304 665 | 304 665 | 42,76         | 42,76         | 20 133 | 20 133 | 28,12         | 28,12         |  |  |  |  |  |  |
| Votants     | Votants     | 81 575  | 81 575  | 62,21         | 62,21         | 407 782 | 407 782 | 57,24         | 57,24         | 51 465 | 51 465 | 71,88         | 71,88         |  |  |  |  |  |  |
| Nuls        | Nuls        | 655     | 655     | 0,80          | 0,80          | 2 900   | 2 900   | 0,71          | 0,71          | 383    | 383    | 0,74          | 0,74          |  |  |  |  |  |  |
| Blancs      | Blancs      | 670     | 670     | 0,82          | 0,82          | 5 322   | 5 322   | 1,31          | 1,31          | 545    | 545    | 1,06          | 1,06          |  |  |  |  |  |  |
| Exprimés    | Exprimés    | 80 250  | 80 250  | 98,38         | 98,38         | 399 560 | 399 560 | 97,98         | 97,98         | 50 537 | 50 537 | 98,00         | 98,00         |  |  |  |  |  |  |
|             |             |         |         |               |               |         |         |               |               |        |        |               |               |  |  |  |  |  |  |
| Partis      | Partis      | Voix    | %       | Sièges        | +/-           | Voix    | %       | Sièges        | +/-           | Voix   | %      | Sièges        | +/-           |  |  |  |  |  |  |
|             | PSOE        | 38 944  | 48,53   | 5             | 1             | 158 492 | 39,67   | 13            | en stagnation | 20 757 | 41,07  | 3             | en stagnation |  |  |  |  |  |  |
|             | PP          | 25 308  | 31,54   | 3             | en stagnation | 119 095 | 29,81   | 10            | 2             | 17 300 | 34,23  | 2             | en stagnation |  |  |  |  |  |  |
|             | IU          | 7 530   | 9,38    | 0             | en stagnation | 69 138  | 17,30   | 6             | 2             | 2 314  | 4,58   | 0             | en stagnation |  |  |  |  |  |  |
|             | CDS         | 6 335   | 7,89    | 0             | 1             | 26 091  | 6,53    | 2             | 5             | 3 458  | 6,84   | 0             | en stagnation |  |  |  |  |  |  |
|             | PAS-UNAS    | 832     | 1,04    | 0             | en stagnation | 12 672  | 3,17    | 1             | 1             | 1 065  | 2,11   | 0             | en stagnation |  |  |  |  |  |  |
|             | Autres      | 1 301   | 1,62    |               |               | 14 072  | 3,53    |               |               | 710    | 1,40   |               |               |  |  |  |  |  |  |